# 1820 au Nouveau-Brunswick
Chronologie du Nouveau-Brunswick
- 1816
- 1817
- 1818
- 1819
- 1820
- 1821
- 1822
- 1823
- 1824

Cette page concerne les événements survenus en 1820 dans la colonie britannique du Nouveau-Brunswick.

## Événements
- Fondation de Fairfield et du village Baker-Brook par John Baker.
- 25 mars : fondation de la Banque du Nouveau-Brunswick.

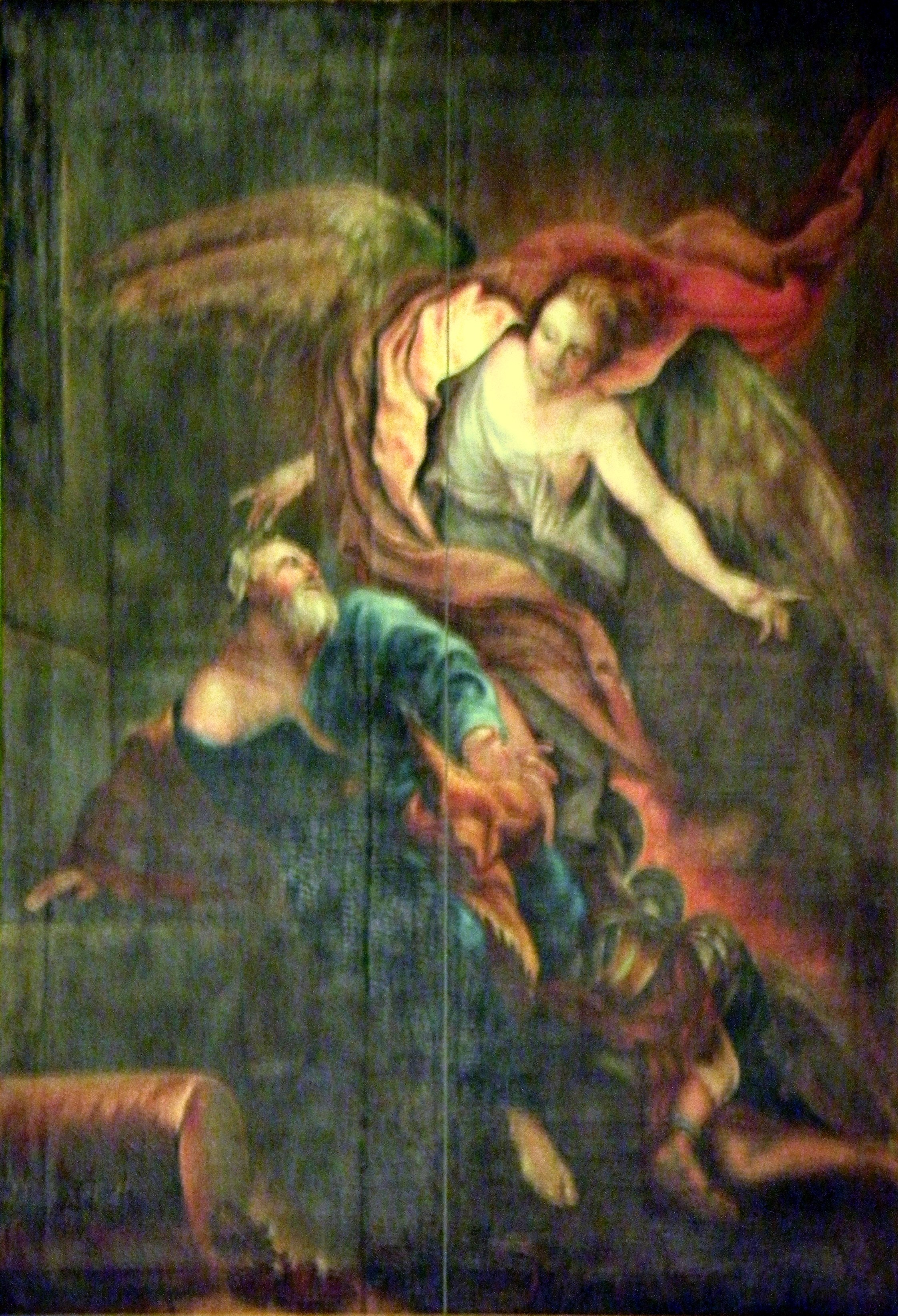
Saint Pierre délivré de sa prison, peint par Joseph Légaré en 1820 pour l'église de Caraquet.

## Naissances
- 16 août : Andrew Rainsford Wetmore, premier ministre du Nouveau-Brunswick
- 28 août : Acalus Lockwood Palmer, député